# Aphirape ancilla
Aphirape ancilla är en spindelart som först beskrevs av Koch C.L. 1846.  Aphirape ancilla ingår i släktet Aphirape och familjen hoppspindlar. Inga underarter finns listade i Catalogue of Life.